# Čistá u Horek

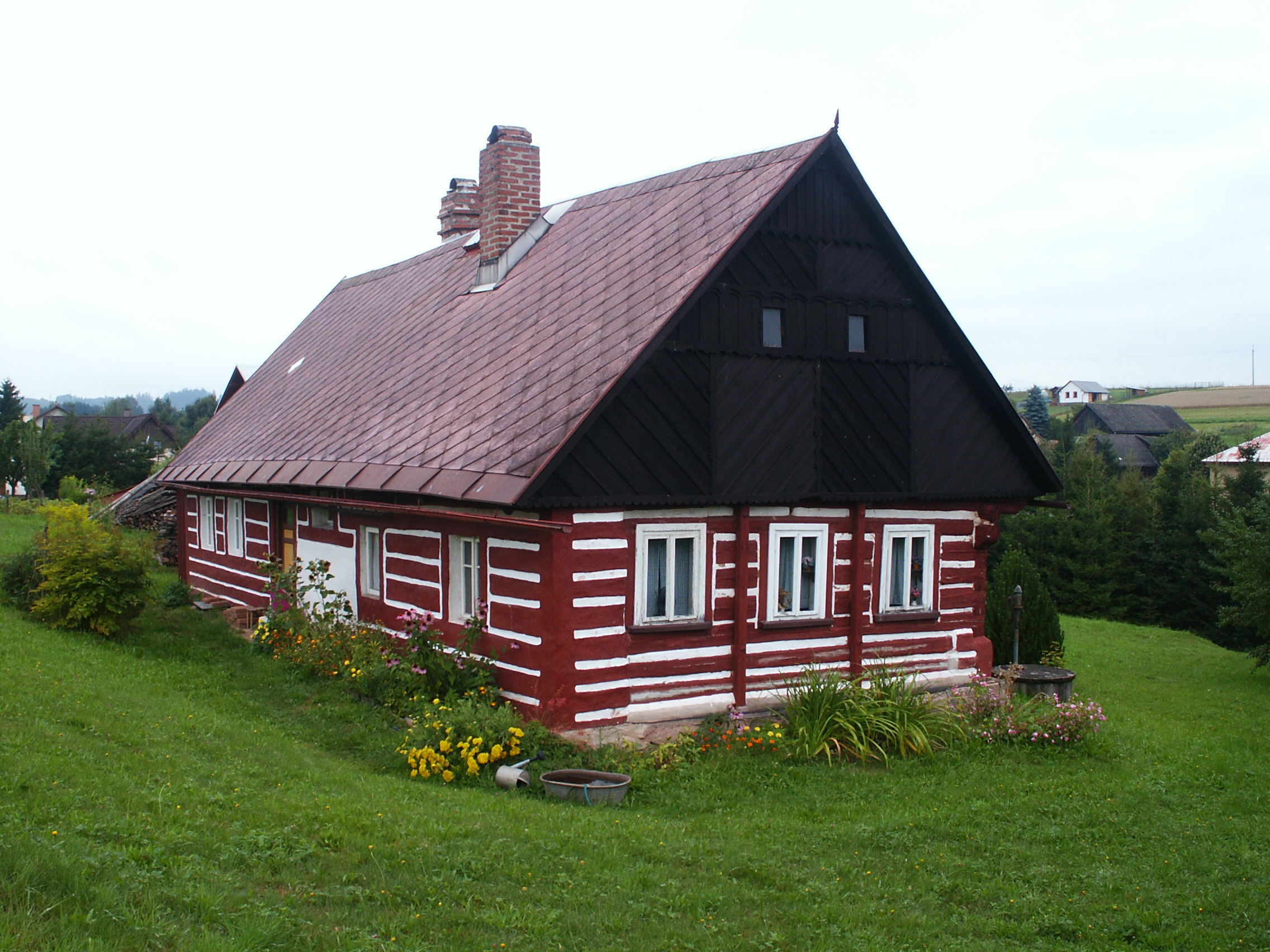
Blockhaus (nr.92)

Čistá u Horek (deutsch Tschiest, früher Cista bzw. Tschista) ist eine Gemeinde im Okres Semily, Liberecký kraj in Tschechien.

## Geschichte
Der Ort wurde 1365 erstmals urkundlich erwähnt. Es war damals im Besitz des Oppelner Herzogs Bolko III, der auch noch 1380 den Pfarrer von Tschiest präsentierte. Ab 1381 gehörte es zu den Gütern der Benediktinerpropstei Wrchlab bei Klášterská Lhota, die zu Beginn der Hussitenkriege erlosch. Wahrscheinlich wurde das Kloster 1421 durch die Besitzer der benachbarten Herrschaft Arnau, die Brüder Johann und Hynek Kruschina von Lichtenburg zerstört, ältere Quellen geben eine Zerstörung durch Jan Žižka im Jahre 1424 an. 1436 erhielt Hynek Kruschina von Lichtenburg die Güter der Propstei Wrchlab, die er sich bereits seit 1420 angeeignet hatte, darunter auch Cista, durch Kaiser Sigismund als Pfandbesitz. 1466 ging Cista an die Brüder Hynek und Jindřich von Waldstein.
Nach zahlreichen Besitzerwechseln erwarb die Trautenauer Unternehmerfamilie Falge das Gut. Am 1. Jänner 1834 verkaufte Ignaz Falge d. J. das Gut Tschista zusammen mit der Herrschaft Lomnitz an Charles Alain de Rohan-Guéméné. Bis zur Mitte des 19. Jahrhunderts bildete Tschista / Čistá ein eigenständiges Allodialgut.